# Naviglio di Paderno

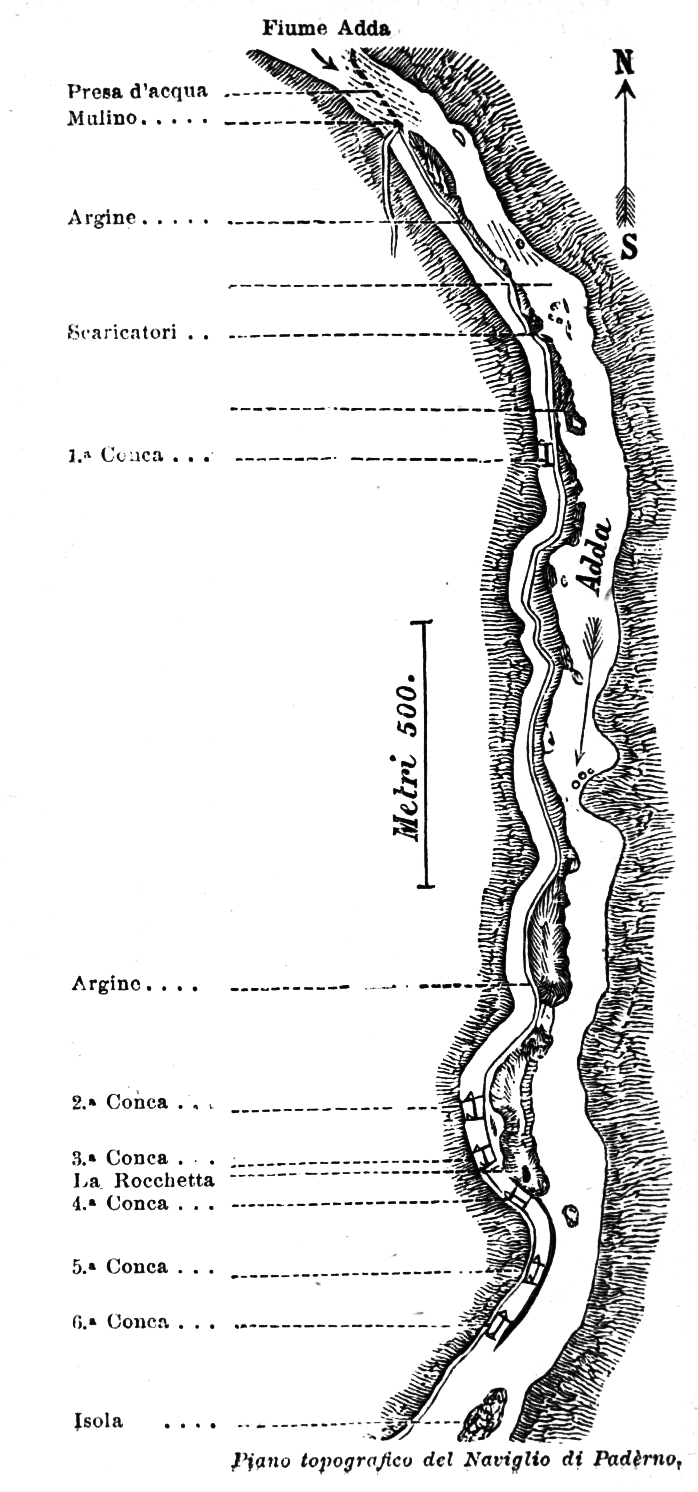
Naviglio di Paderno, canal conçu par Léonard de Vinci

Le Naviglio di Paderno est un canal artificiel parallèle au fleuve Adda dans la commune de Paderno d'Adda au nord-est de Milan, province de Lecco en Italie

## Hydrographie
D’une longueur de 2,6 km et large de plus de 11 mètres avec une hauteur d’eau toujours supérieure à 1,20 m.

## Histoire
L’idée première du projet d’un canal qui puisse permettre la navigation entre Milan et le lac de Côme, voit le jour après la bataille de Marignan de 1515 sous l’égide de François Ier qui, en 1616 chargea Léonard de Vinci de faire les premières études. Puis le projet est repris par les architectes Benedetto Missaglia et Bartolomeo della Valle qui choisirent le creusement d’un canal sur une partie de l’Adda qui n’était pas navigable. En effet les marchandises (bois, charbon, vin,..) qui descendaient du lac de Côme sur l’Adda, devaient être déchargées à terre sur quelques kilomètres puis rembarquées sur l’Adda puis le Naviglio Martesana jusqu’à Milan.
Les travaux débutèrent en 1520 mais furent interrompus, l’année suivante, par la guerre entre François Ier de France et Charles Quint (Charles Ier d'Espagne). D’autres projets virent le jour en 1562, 1570 puis en 1574.
En 1574 le projet de Giuseppe Meda retint l’attention des autorités espagnoles qui gouvernaient à l’époque, mais le lenteur de leur administration fit que, comme pour le Naviglio di Bereguardo, les travaux du Paderno ne reprirent qu’en 1591. Mais la jalousie, la mauvaise volonté, les contre-temps, les détournements d’argent et la mort de Meda en 1593 firent stopper les travaux.
En 1773, sous l’égide de Marie-Thérèse d'Autriche et après une multitude de projets sur des nouveaux tracés, des intérêts contradictoires entre les gens de Milan et ceux de Côme, les travaux reprirent pour se terminer en 1777.

## Le trafic
Le trafic intéressait surtout la ville de Lecco et Milan, et en 1780 un service public fut opérationnel et utilisait les embarcations traditionnelles ; les « barconi » de 24 m et 36 tonnes de charge utile, les « barche mezzane » de 22 m et les « borcelli » de 18 mètres. Les barques étaient contrôlées à Lecco par le contrôleur de finances.
Entre 1896 et 1898, un canal de déviation fut créé sur le Paderno pour l’alimentation d’une centrale hydro-électrique à Robbiate ().
Une fois achevé le Naviglio prospéra jusqu’à l’avènement du chemin de fer puis fut abandonné, surtout par le fait qu’il soit encaissé dans une étroite vallée éloignée  de toute voie de communication importante.
Les activités cessèrent dans les années 1930.